# Estação de Nishi-Koizumi
A Estação de Nishi-Koizumi (西小泉駅, Nishi-Koizumi-eki, em japonês) é uma estação de trem localizada no distrito comercial de Oizumi, Gunma, Japão.

## Linhas
Tobu Railway
 Linha Tobu Koizumi

## História
A estação foi inaugurada em 1 de dezembro de 1941. O edifício da estação atual foi concluído em 16 de setembro de 2017.
A numeração da estação foi introduzida em 17 de março de 2012 (TI46).

## Layout da estação

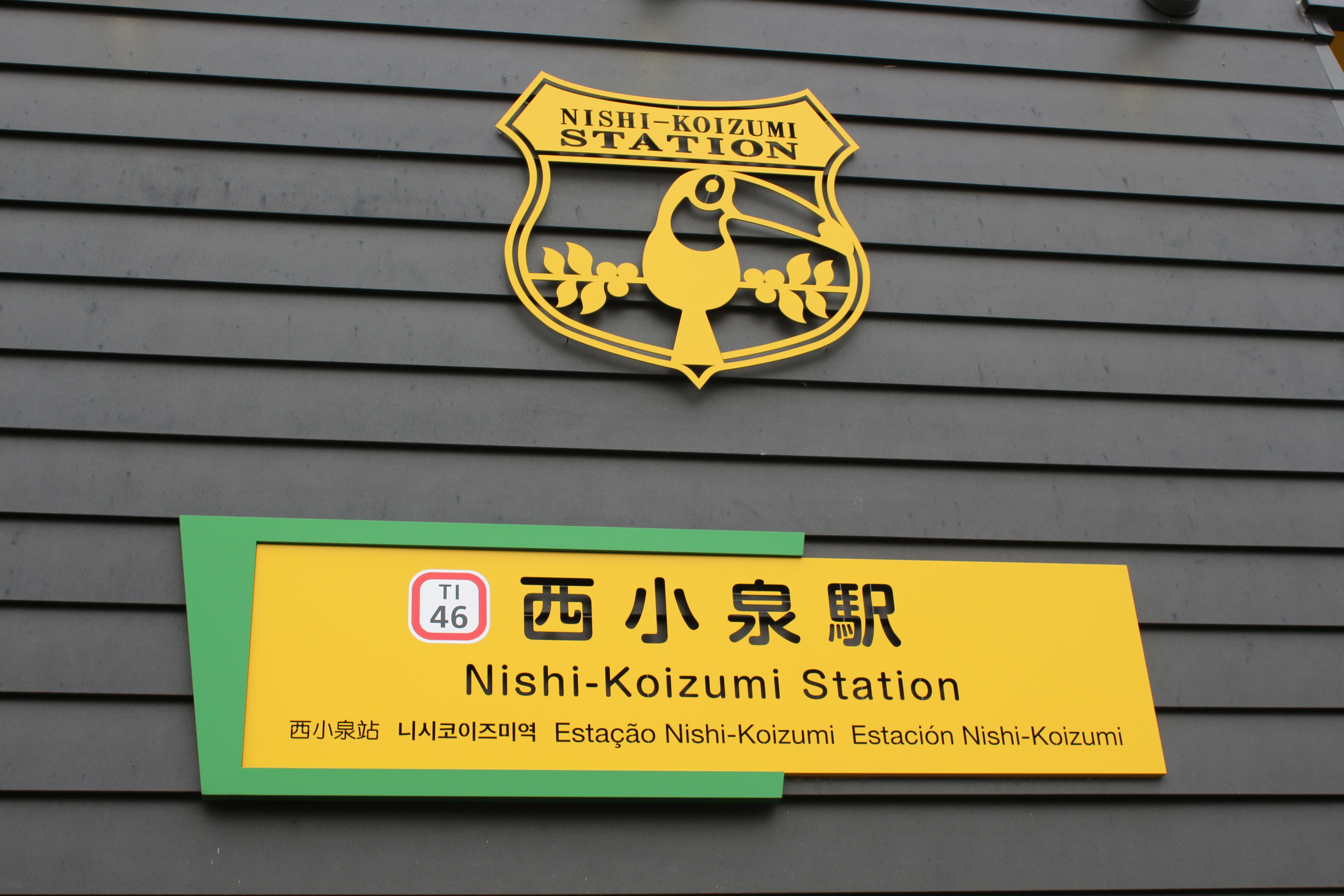
6 idiomas

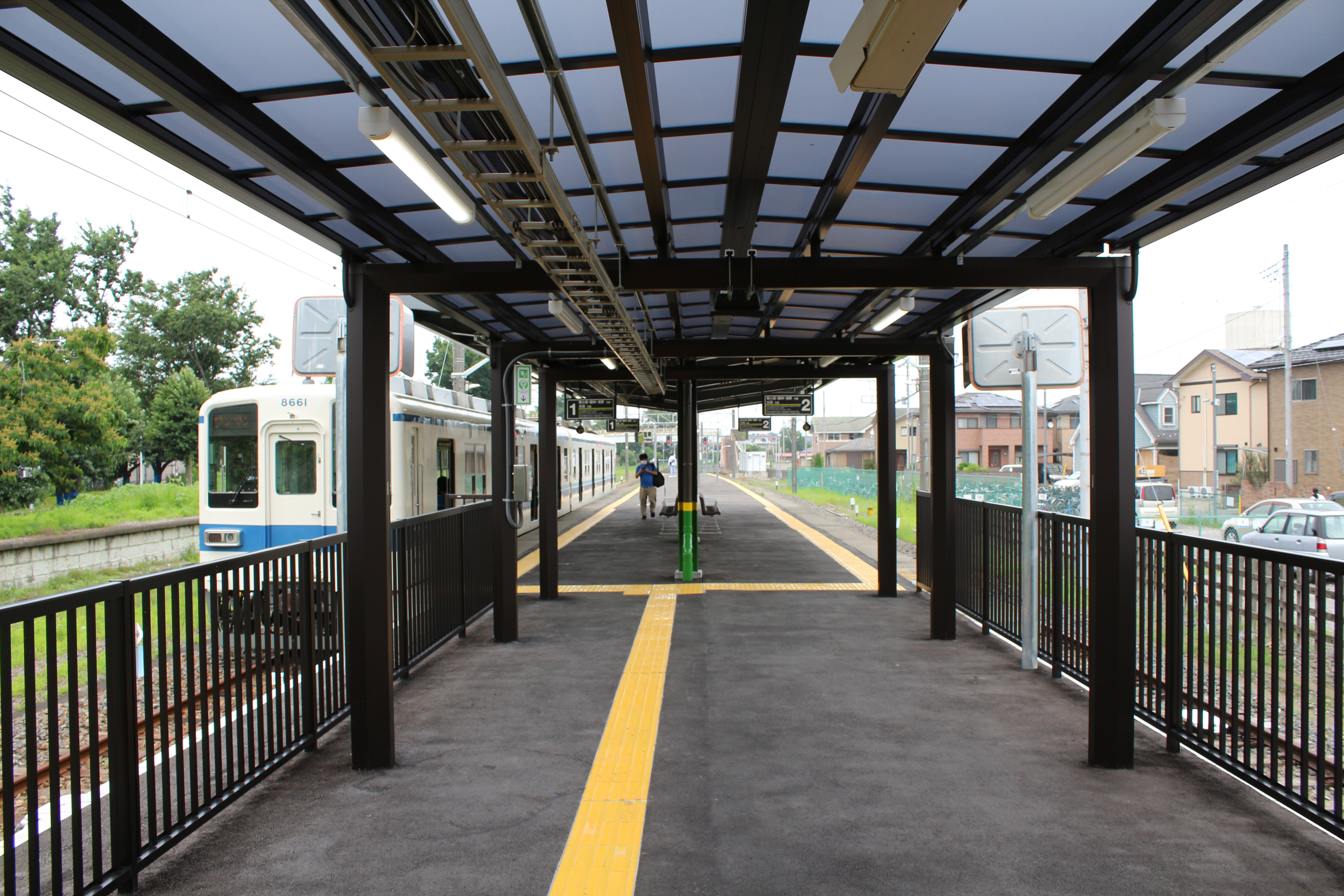
Plataformas

A estação Nishi-Koizumi possui uma única plataforma de ilha conectada ao edifício da estação por uma passarela. O banheiro está do lado de fora da bilheteria.
A cidade de Oizumi, onde esta estação está localizada, tem mais de 10% da população de estrangeiros, e mais da metade deles são brasileiros. O edifício da estação usa as cores amarela e verde usadas na bandeira do Brasil para representar a entrada da Cidade do Brasil. Na entrada do edifício da estação, há um símbolo de estação na imagem de Tucano, a ave nacional do Brasil. Além disso, as placas com o nome da estação e as guias nas instalações desta estação estão escritas em seis idiomas: japonês, português, espanhol, inglês, chinês e coreano.

### Plataformas
| Plataformas | Linha         | Destino                                            | Melodia que soa antes da partida |
| ----------- | ------------- | -------------------------------------------------- | -------------------------------- |
| 1・2        | LInha Koizumi | por Higashi-koizumi, Tatebayashi e Asakusa por Ōta | Imasugu Kiss Me                  |

## Instalações ao redor da estação
- Canta Galo - supermercado
- Brazilian Plaza - supermercado
- Panasonic Fábrica de Gunma
- SUBARU Fábrica de Oizumi
- Rota Nacional 354 [ja]
- Parque Esportivo Oizumi Subaru
- Izumi Green Road [ja]

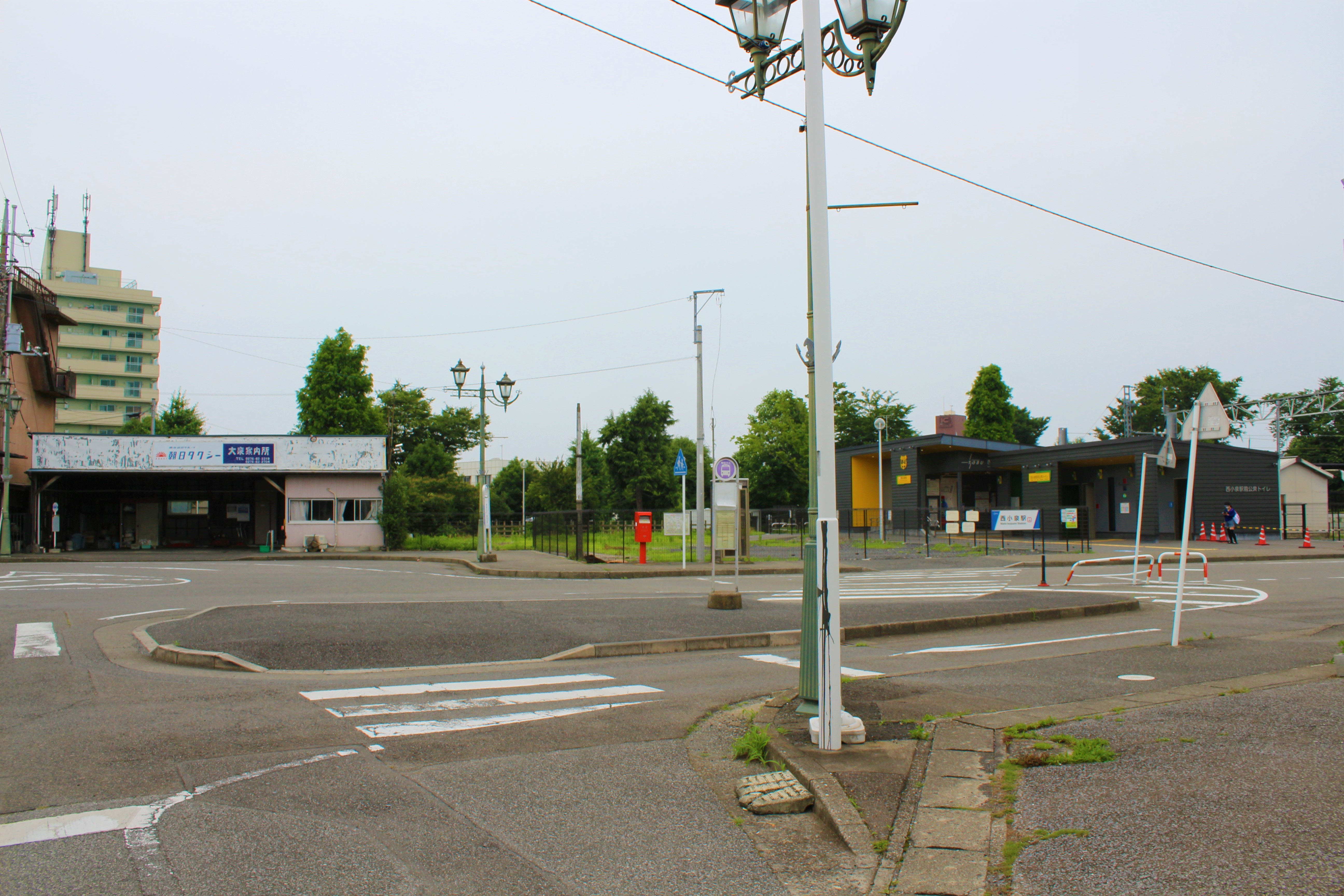
Paisagem urbana em frente à estação

- Escola de Assistência à Criança e Bem-Estar de Oizumi [ja]
- Cidade de Oizumi Júnior escola secundária ocidental [ja]
- Escola primária de Nishi de cidade de Oizumi [ja]
- Escola primária de Kita da cidade de Oizumi [ja]
- Escola primária de Oizumi Minami [ja]
- Cidade de Oizumi Minami Júnior escola secundária [ja]